# نیکلای واسیلیف
نیکلای واسیلیف (روسی: Николай Васильевич Васильев؛ ۸ دسامبر ۱۸۷۵ در یاروسلاول امپراتوری روسیه – ۱۶ اکتبر ۱۹۵۸ در نیویورک آمریکا) معمار اهل روسیه بود که در سال ۱۹۲۳ به ایالات متحده آمریکا مهاجرت کرد. از آثار او می‌توان به مسجد سن پترزبورگ اشاره کرد.

## گالری آثار

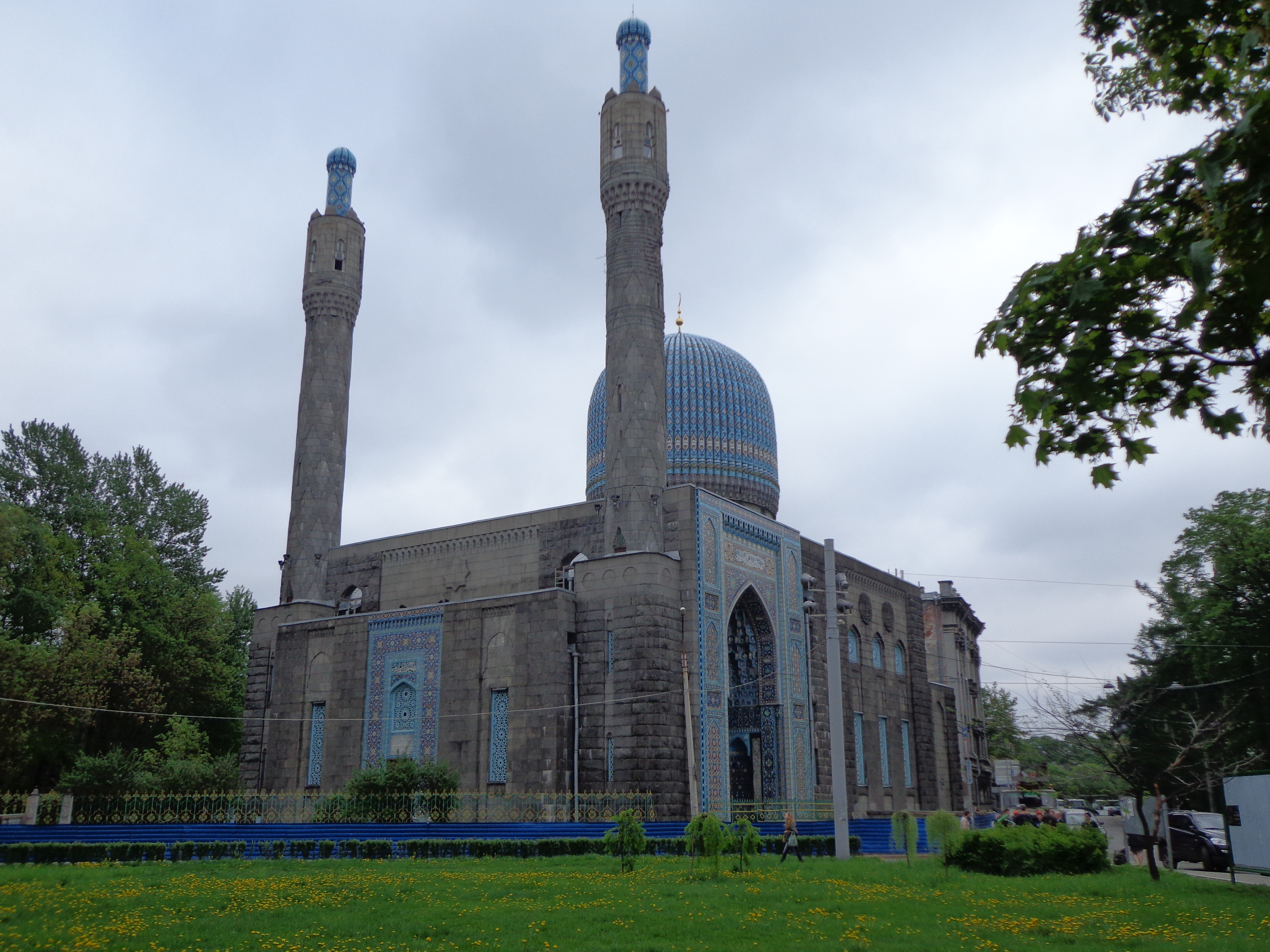
مسجد سن پترزبورگ
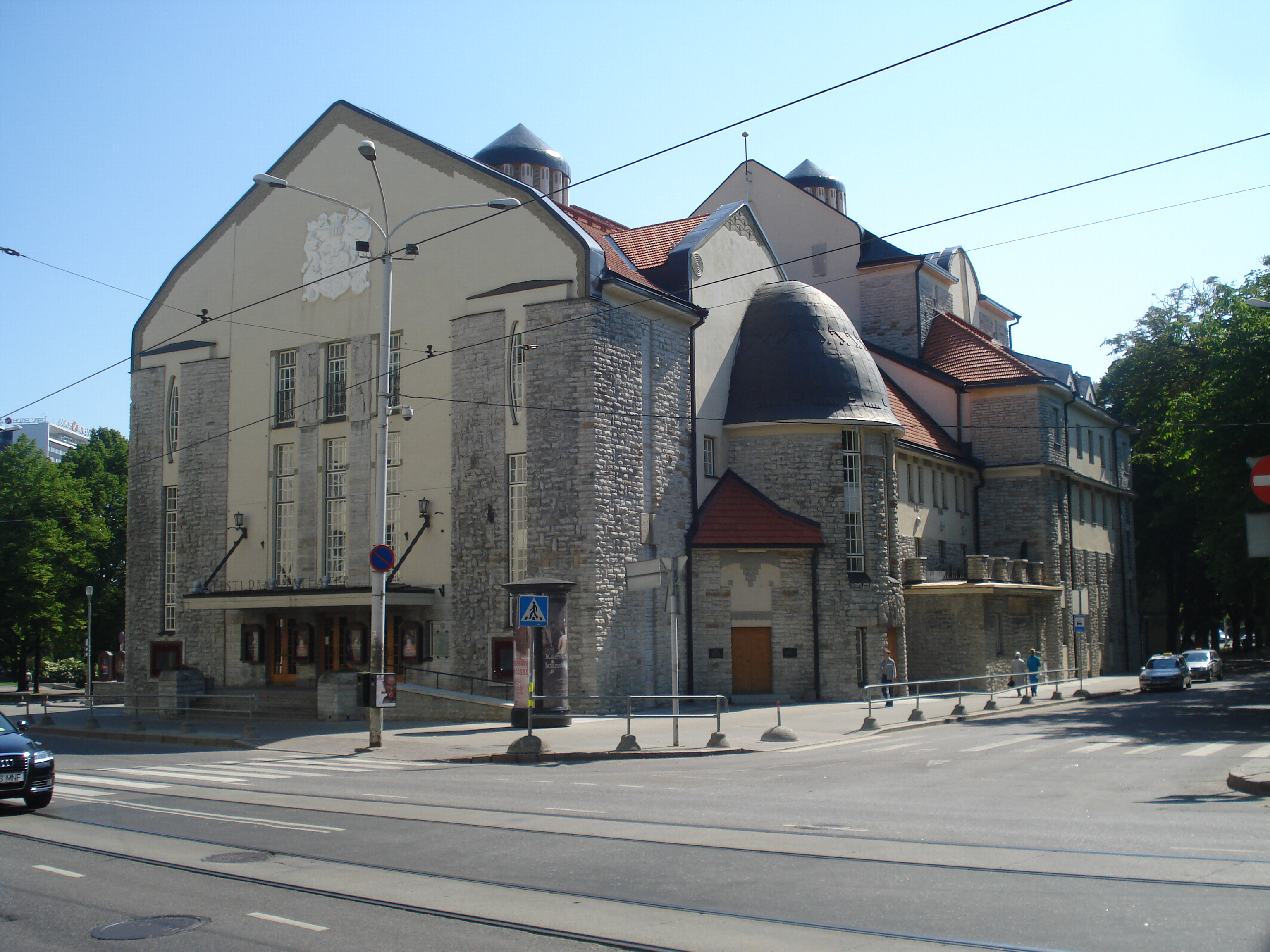
تئاتر آلمانی در تالین
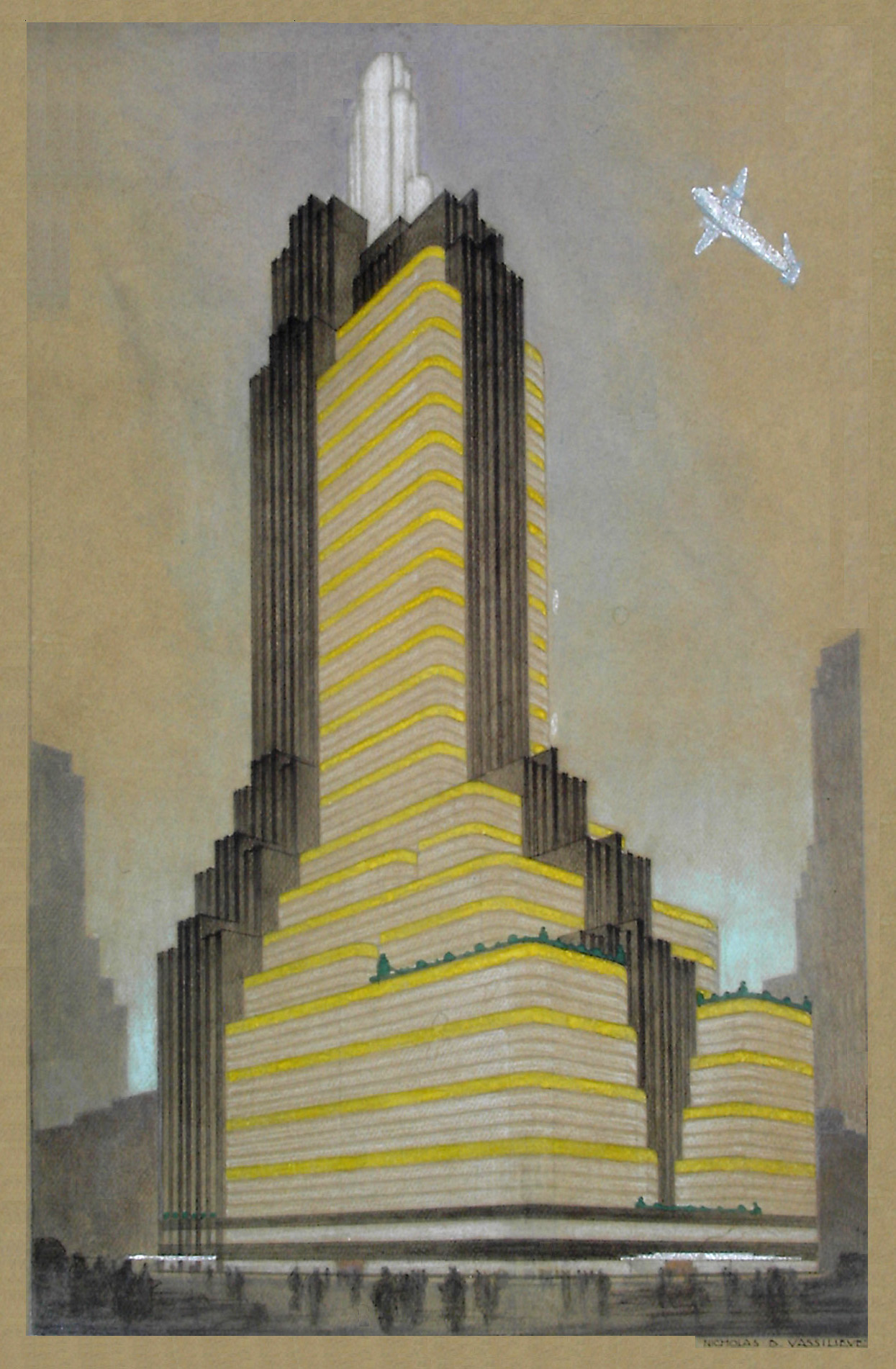
اتود آسمان‌خراش در نیویورک (ح.۱۹۳۱)
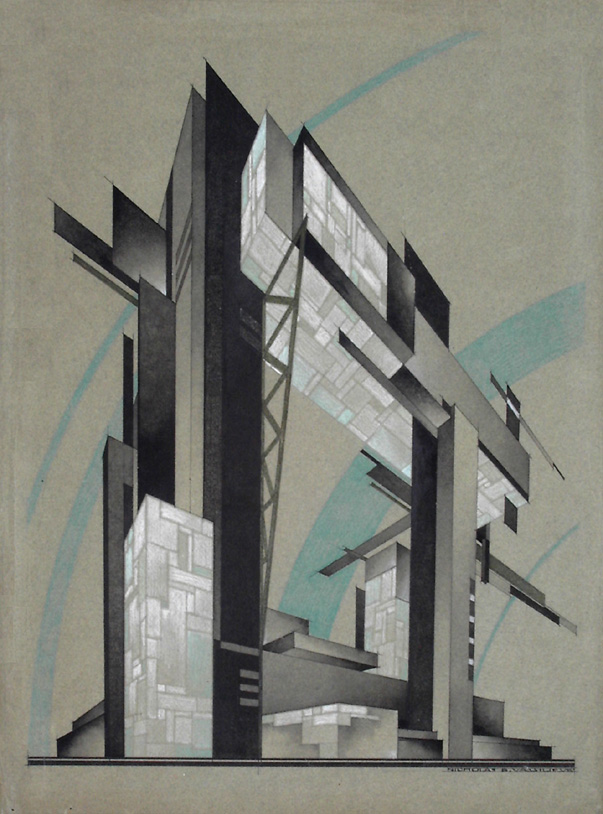
اتودی در کانستراکتیویسم (ح.۱۹۳۱)